# Hakensturmtaucher
Hakensturmtaucher (Pterodroma) sind eine Vogelgattung aus der Familie der Sturmvögel (Procellariidae). 
Die Hakensturmtaucher sind Hochseevögel, die auf allen Ozeanen verbreitet sind. Neben dem an der Spitze hakenförmigen Schnabel sind sie durch lange Flügel und einen kurzen Schwanz gekennzeichnet. Außerhalb der Brutzeit verbringen sie ihr ganzes Leben auf hoher See und sind in der Lage, sich auch schwierigsten Wetterbedingungen anzupassen. Ihre Nahrung sind kleine Fische und wirbellose Meerestiere, die sie dicht unter der Meeresoberfläche erbeuten. Hakensturmtaucher werden maximal 85 Zentimeter lang.
Der Bermuda-Sturmvogel (Pterodroma cahow), der zu den Hakensturmtauchern gehört, ist vermutlich einer der seltensten Meeresvögel der Welt. Die Art wurde im 17. Jahrhundert fast ausgerottet, weil sie in ihrem Verbreitungsgebiet rund um Bermuda durch eingeführte Säugetiere erbeutet wurde. Aufgrund von Schutzmaßnahmen haben sich die Bestände mittlerweile etwas erholt. Der Bermuda-Sturmvogel ist allerdings nicht die einzige Art dieser Gattung, der gefährdet ist. Die IUCN stuft auch den Phönixsturmvogel als stark gefährdet (endangered) ein und schätzt den Bestand auf 30.000 geschlechtsreife Individuen.
Der St.-Helena-Riesensturmvogel (Pterodroma rupinarum) ist nur von subfossilem Knochenmaterial von der Insel St. Helena bekannt. Die Art starb während der frühen Besiedelung St. Helenas im 16. Jahrhundert aus.

## Arten
- Phönixsturmvogel (Pterodroma alba)
- Trindadesturmvogel (Pterodroma arminjoniana)
- Henderson-Sturmvogel (Pterodroma atrata)
- Chathamsturmvogel (Pterodroma axillaris)
- Barausturmvogel (Pterodroma baraui)
- Brustband-Sturmvogel (Pterodroma brevipes)
- Bermuda-Sturmvogel (Pterodroma cahow)
- Jamaika-Sturmvogel (Pterodroma caribbaea)
- Weißnacken-Sturmvogel (Pterodroma cervicalis)
- Cooksturmvogel (Pterodroma cookii)
- Juan-Fernandez-Sturmvogel (Pterodroma defilippiana)
- Salvin-Sturmvogel (Pterodroma externa)
- Kapverden-Sturmvogel (Pterodroma feae)
- Gould-Sturmvogel (Pterodroma gouldi)
- Teufelssturmvogel oder Schwarzkappen-Sturmtaucher (Pterodroma hasitata)
- Wappen-Sturmvogel (Pterodroma heraldica)
- Bonin-Sturmvogel (Pterodroma hypoleuca)
- Imber-Sturmvogel (Pterodroma imberi) †
- Schlegelsturmvogel (Pterodroma incerta)
- Regensturmtaucher (Pterodroma inexpectata)
- Pterodroma jugabilis †
- Weißkopf-Sturmvogel (Pterodroma lessonii)
- Weißflügel-Sturmvogel (Pterodroma leucoptera)
- Stejneger-Sturmvogel Pterodroma longirostris
- Langflügel-Sturmvogel (Pterodroma macroptera)
- Madeira-Sturmvogel (Pterodroma madeira)
- Magentasturmvogel (Pterodroma magentae)
- Weichfedersturmvogel (Pterodroma mollis)
- Kermadec-Sturmvogel (Pterodroma neglecta)
- Schwarzflügel-Sturmvogel (Pterodroma nigripennis)
- Vanuatusturmvogel (Pterodroma occulta)
- Schwarzsturmvogel (Pterodroma parkinsoni)
- Galapagos-Sturmvogel (Pterodroma phaeopygia)
- Pycroftsturmvogel (Pterodroma pycrofti)
- Hawaiisturmvogel (Pterodroma sandwichensis)
- Solandersturmvogel (Pterodroma solandri)
- Murphysturmvogel (Pterodroma ultima)

## Einzelbelege
1. ↑   BirdLife Factsheet zum Phönixsturmvogel, aufgerufen am 28. Mai 2011